# Josef-Georg Auer
Josef-Georg Auer (ur. 12 czerwca 1965 w Abtenau) – austriacki zapaśnik walczący w stylu wolnym. Olimpijczyk z Seulu 1988, gdzie odpadł w eliminacjach w kategorii 57 kg. Zajął szóste miejsce na mistrzostwach świata w 1987 i dwudzieste trzecie w 1991. Ósmy w mistrzostwach Europy w 1989; jedenasty w 1988 i dziewiętnasty w 1992 roku.
- Turniej w Seulu 1988

Przegrał obie walki, kolejno z Pakistańczykiem Muhammadem Azeemem i Ahmetem Akiem z Turcji.